# Egava Sigemicu
Egava Sigemicu (Jokkaicsi, 1966. január 31. –) japán labdarúgó.

## Futsal-világbajnokság
A japán válogatott tagjaként részt vett az 1989-es futsal-világbajnokságon.